# Jorge Yoma
Jorge Raúl Yoma (Chilecito, 10 de noviembre de 1953) es un político y abogado argentino, que se desempeñó tanto como diputado y senador nacional en diversas oportunidades, así como cargos en la provincia de La Rioja. Fue embajador argentino en México entre 2007 y 2010.
En marzo de 2018, fue designado por el presidente Mauricio Macri como embajador argentino en Perú.

## Carrera política
Fue dos veces diputado de la Nación por La Rioja, primero entre 1989 y 1993, y más tarde entre 2009 y 2013. Además, fue Senador Nacional por aquella provincia entre 2001 y 2005. Mientras ocupaba dicho puesto, integró el Consejo de la Magistratura.
En su última etapa como diputado presidió las comisiones de Asuntos Constitucionales de la Cámara de Diputados de la Nación, de Asuntos Constitucionales del Honorable Senado de la Nación y la Comisión Bicameral "Ciudad de Buenos Aires".
Fue Ministro de Gobierno y Justicia de La Rioja en 1995.

### Cargos partidarios
Fue Consejero Nacional del Partido Justicialista (PJ), Interventor normalizador del PJ de Tucumán en 1993 y 1994, y Presidente de la Junta Nacional Electoral de aquel partido.
Fue Presidente del Partido Frente con Todos de La Rioja y del Lema Riojano por el Trabajo y la Producción en La Rioja en 2003.

### Acciones como embajador argentino en México
Designado Embajador en México en 2007, mudó la Embajada y el Consulado General de Argentina del edificio donde funcionaba un banco con capitales canadienses. En Ciudad de México organizó la "Semana Argentina del Reconocimiento Histórico al Pueblo Mexicano", por ello colocó una placa en la entrada agradeciendo la hospitalidad mexicana durante el exilio argentino por las dictaduras.
Meses antes de la crisis del año 2001  siendo senador Jorge Yoma,  presentó un proyecto de ley de derogación de los decretos por los que se dispuso entre otras medidas una quita en los sueldos de los empleados estatales impulsados por la ministra de trabajo Patricia Bullrich, le reclamaron al Gobierno de la Alianza iniciar cuanto antes un diálogo entre oficialismo y oposición y la convocatoria a una concertación social. también como senador Yoma   impulsó desde la presidencia de Asuntos Constitucionales de la Cámara alta la reglamentación de la Comisión Bicameral que se ocupará de avalar o rechazar los decretos del Ejecutivo y avanzar con un proyecto de reglamentar los decretos de necesidad y urgencia

## Proyectos
En su calidad de diputado y en conjunto con Diana Conti presentó un proyecto de reforma del Código Electoral para permitir el voto voluntario de los jóvenes a partir de los 16 años de edad. Yoma ya había promovido una iniciativa similar cuando era senador en 1997. De aprobarse la iniciativa, tendría vigencia a partir del año 2013. "Las estadísticas indican que se incorporarían al padrón electoral alrededor de 1.500.000 jóvenes; unos 750.000 por cada año", dijo Yoma a la agencia Télam. Como referentes utiliza a países como Brasil, Nicaragua, Cuba y Ecuador.
Ejerció la presidencia de la Comisión de Transporte y de la Comisión Bicameral de Acuerdos de la Asamblea Legislativa, la vicepresidencia de la Comisión de Cultura y Medios de Comunicación Social e integró las comisiones de Medio Ambiente y Recursos Naturales.

## Controversias

### Causa de enriquecimiento ilícito
En el año 2004 se le inició una denuncia
Yoma expresó a los medios: 

"Es una causa totalmente armada con fines extorsivos. No tiene fundamento y así lo entendió la Justicia, que dictó un sobreseimiento definitivo."

### Acusación a un rabino de lavado de dinero
A mediados de 2010 tuvo un cruce con el rabino estadounidense Eli Meir Libersohn, que había comprado 200 mil hectáreas de tierras en Valle Hermoso al oeste de La Rioja, al que acusó (sin nombrarlo) de enriquecimiento ilícito y lavado de dinero:

Hay un mecanismo de lavado de dinero que creo que, lamentablemente, está llegando a la Argentina, que se esconde detrás de ésta compra de de hectáreas y hectáreas de  tierras. Digamos... dinero proveniente de actividades ilícitas como el narcotráfico, blanquean, se blanquean, se lavan, a través de la compra de  hectáreas y hectáreas  que los tipos ni saben donde quedan... Nunca... ni se les ocurre venir, siquiera, pero, que de ésta manera... ellos lo que hacen es ingresar al circuito legal dinero proveniente del narcotráfico o de otras actividades ilícitas.
dijo Raúl Yoma al periódico riojano Noti 1

A su vez este Libersohn había iniciado una demanda en contra del gobernador de La Rioja Luis Beder Herrera, Ariel Puy Soria, Teresita Luna y Claudio Ana ante los impedimentos que le ponían para escriturar y ejercer la posesión de dichas tierras. Los terrenos en cuestión incluyen el mayor depósito de agua dulce de la provincia, pueblos y minas de oro.
En 2015 presentó un proyecto para crear un Tribunal Nacional de Casación por Arbitrariedad y así aliviar el trabajo del Máximo Tribunal.Según se desprende del texto del proyecto, el nuevo tribunal se abocaría a las sentencias arbitrarias que se interpongan no sólo de los tribunales inferiores federales, sino también nacionales, provinciales y de la Ciudad de Buenos Aires.Durante los años 2000 coordinó programas regionales de transparencia y gobernabilidad para la Organización de los Estados Americanos